# 魯莽
魯莽（英語：recklessness）或稱輕率，是普通法的一種过错責任型態，指行為人故意的、輕率的並且無視其行為可能造成的嚴重後果，而構成犯罪或民事侵权行为。在應受譴責性的分類上，魯莽乃介於「蓄意」與「過失」之間。

## 犯意
在刑法上，根據一般的常規責任，若要證明被告確實成立確實成立犯罪，則檢察官必須既證實被告具有「犯意」（mens rea）和「罪行」（actus reus），且兩者必需同時存在，稱為「共時性」。而構成犯意的情形大致可分為以下三種：
- 蓄意：指行為人對犯罪行為具備認識，並且渴望結果發生。某些國家會再區分出「明知（英语：Knowledge (legal construct)）」的犯意型態，例如美国的《模範刑法典》。
- 魯莽：行為人對於可能造成的重大犯罪結果有所預見，但仍然輕率的無視該結果，而做出罪行。
- 過失：行為人違反注意義務，客觀上應當預見結果但卻未能預見，而不具有犯罪意圖者而言。

「蓄意」與「魯莽」皆足以構成定罪所需的犯意。魯莽不及蓄意那樣當受譴責，然而比疏忽更當受譴責。 「疏忽」通常不構成罪責，除非特定的罪名，如「未盡應有之謹慎與注意地駕駛」。

## 引註資料
1. ↑  Cases and Materials on Criminal Law - 10th ed. - Elliot & Wood